# 宗猷寺
宗猷寺（そうゆうじ）は岐阜県高山市にある臨済宗妙心寺派の寺院で、山号は真龍山。金森可重の菩提寺であり、山岡鉄舟ゆかりの寺院としても知られる。聖観音菩薩が祀られており、飛騨三十三観音霊場6番札所となっている。
寛永9年(1632年)に飛騨高山城主金森可重の菩提寺としてその嗣子の金森重頼と弟の金森重勝を開基とし、安国寺から妙心寺92世南叟宗安禅師を招いて建立された。創建時は大平山新安国寺と称していたが、後に山号を金森重頼の法名、寺号を金森重勝の法名に因んで真龍山宗猷寺と改めた。飛騨国は臨済宗の寺院が少なく、高山の市街地においては時代による若干の変遷はあるもののほぼ唯一の臨済宗の寺院であった。江戸時代後期には山岡鉄舟の実父である小野高福が飛騨郡代として高山陣屋に赴任しており、山岡鉄舟は宗猷寺で禅を学んだと伝えられている。
高山市指定の文化財として、文政7年(1824年)建造の本堂と享保年間建立の鐘楼があるほか、史跡として山岡鉄舟父母の墓がある。庭園は高山市の名勝に指定されており、寺の裏山にある木地師の集団墓地は高山市指定の民俗文化財となっている。